# Gran mufti di Siria
Il mufti della Repubblica di Siria è la suprema autorità giuridica islamica sunnita della Siria.
La sua istituzione, con il compito di emettere pareri legali su questioni religiose risale al 1947. 

## Quadro giuridico
All'indomani della nascita della Repubblica di Siria nel 1946, una legge del 1947 riconobbe al mufti della Repubblica la presidenza dell'Ufficio della Fatwā. 
La gestione delle dotazioni religiose fu invece mantenuta sotto il Ministero degli Interni, e l'amministrazione delle moschee regolamentata da una legge del 1949, affidandola all'Ufficio delle Fondazioni religiose. Furono anche istituiti due organi consultivi indipendenti composti da studiosi islamici: l'Alto Consiglio delle Fondazioni religiose e l'Alto Consiglio dell'Ifta. 
Lo Stato si attribuì anche l'amministrazione delle scuole superiori di Diritto islamico (thanawiyyat shar'iyya) per la formazione degli ulema, e fondò nel 1954 la Facoltà di Diritto islamico dell'Università di Damasco. 
Nel periodo della RAU furono creati anche l'Ufficio di Orientamento e Guida e quello dell'Educazione religiosa.
La legge del 1961 istituì il Ministero delle Fondazioni religiose, e un Alto Consiglio dell'Ifta ad esso subordinato, composto da sei membri e presieduto dal mufti della Repubblica, con il compito non soltanto di fornire pareri religiosi ma anche di amministrare le moschee e le scuole religiose e il relativo personale. 
Tuttavia, durante il regime Ba'ath, il Partito ha imposto l'ingresso di propri membri anche nell'Alto Consiglio dell'Ifta, assumendone di fatto il controllo.

## Storia
Nel 1918, durante la conquista arabo-britannica del Bilad al-Sham all'impero ottomano, il re Faysal fece in tempo a nominare un nuovo muftī di Damasco, Muhammad Ata al-Kasm, dandogli il titolo di mufti generale di Sham.
Successivamente, tuttavia, nonostante il Congresso panarabo di Damasco del marzo 1920 sancisse l’indipendenza dello Sham, il trattato anglo-francese di Sykes-Picot spartì i territori arabi nel Mandato francese sulla Siria e in quello britannico su Giordania e Mesopotamia.
L'amministrazione francese istituì nel 1921 l'Amministrazione generale delle Dotazioni musulmane, con sede a Beirut, assumendo il diretto controllo delle dotazioni religiose musulmane. Con la divisione del territorio amministrato in Siria e Libano, anche l'amministrazione degli Awqaf fu divisa nel 1930, mentre il mufti generale di Sham divenne mufti della Repubblica di Siria, e il mufti di Beirut assunse la guida dei sunniti del Libano.
Nel 1938, alla morte di Al Kasm, gli successe a Damasco il suo vice Muhammad Shukri al-Ustuwani.
Scaduto il Mandato francese nel 1943, la Repubblica di Siria ottenne l'indipendenza nel 1946. Le autorità politiche siriane, ispirandosi al modello secolarista turco di Mustafa Kemal Atatürk, mantennero sotto il controllo dello Stato l'amministrazione delle istituzioni islamiche, come la gestione degli aqwaf e la formazione dei predicatori, nonché la nomina dei mufti, assegnando al mufti della Repubblica soltanto il compito di fornire pareri religiosi.
Nel 1955, alla morte di Al Ustuwani, fu nominato come mufti della Repubblica lo sceicco Abu al-Yusr 'Abidin, dal 1961 presidente dell'Alto Consiglio dell'Ifta.
Tuttavia, con l'affermazione del partito Ba'th a seguito del colpo di Stato dell'8 marzo 1963, l'indipendenza del Consiglio venne gradualmente ridotta dal controllo esercitato su di esso dal Partito, imponendovi la presenza di propri membri, e svuotando gradualmente l'ufficio del mufti di prestigio e autorità. 
Nel 1963, il mufti 'Abidin venne destituito, e al suo posto fu nominato Abd al-Razzaq al-Humsi, uno sconosciuto predicatore. 
Il 26 ottobre 1964, un comitato elettivo di 36 membri si riunì a Damasco, nel Ministero degli Awqaf, per eleggere il nuovo mufti della Repubblica. Grazie alle pressioni del Partito, risultò eletto lo sceicco Ahmad Kaftaru, preferendolo allo sceicco Hasan Habannaka al-Midani. Kaftaru assunse la presidenza dell'Alto Consiglio dell'Ifta, subordinato al Ministero degli Awqaf, tuttavia nei fatti il suo ufficio fu ridotto a mansioni burocratiche di protocollo e pubbliche relazioni. 
Kaftaru restò in carica fino alla sua morte nel 2004.
Nel 2005 fu eletto lo sceicco Ahmad Badreddin Hassoun, considerato espressione del governo di Bashar al-Assad. Durante la rivoluzione siriana del 2011, i ribelli siriani assassinarono suo figlio Sariah. 
Nel corso della guerra civile siriana, Hassoun ha espresso spesso posizioni filogovernative, pur rivendicando per sé il compito di difendere la fede e il popolo siriano senza alcuna obbedienza politica. Nel settembre 2013 ha firmato l'appello di papa Francesco per la pace in Siria.

## Lista dei gran mufti
- Muhammad Ata al Kasm, dal 1918 al 1938 (nominato da re Faysal);
- Muhammad Shukri al-Ustuwani, dal 1938 al 1954;
- Muhammad Abu al-Yusr 'Abidin, dal 1954 al 25 marzo 1963;
- Abd al-Razzaq al-Humsi, dal 1963 al 26 ottobre 1964;
- Ahmad Kaftaru, dal 1964 al 1º settembre 2004;
- Ahmad Badreddin Hassoun, dal luglio 2005.